# Peter Teicher
Peter Teicher (* 24. Mai 1944 in Stuttgart) ist ein ehemaliger deutscher Wasserballspieler.

## Karriere
Peter Teicher spielte auf Vereinsebene zunächst für den TSV Ludwigsburg und wechselte 1960 zum SV Ludwigsburg. Mit diesem wurde er 1961 Deutscher Vizemeister und 1964 Pokalsieger. Ab 1968 war er für den SV Cannstatt aktiv.
Für die deutsche Nationalmannschaft absolvierte Teicher 195 Länderspiele. Bei der Qualifikation für die Olympischen Spiele 1964 in Tokio scheiterte er mit der westdeutschen Auswahl im Entscheidungsspiel gegen die DDR-Auswahl. Später nahm Teicher an den Olympischen Spielen 1968 in Mexiko und 1972 in München teil. Zudem gehörte er zum Aufgebot bei der ersten Wasserball-Weltmeisterschaft 1973.
Nach der WM 1973 beendete er seine Karriere. Nach seinem Wirtschaftswissenschafts-Studium an der Eberhard Karls Universität Tübingen arbeitete Teicher 13 Jahre lang bei Bertelsmann und gründete anschließend den Verlag Edition Libri Illustri in Ludwigsburg.